# Axel Mathiesen (atlet)
Axel  Mathisen nu Axel  Sauer (født 1954) er en tidligere dansk sprinterløber, som løb for Bagsværd AC og Trongårdens IF. Han vandt sølvmedalje på 100 meter ved de danske  senior mesterskaber 1972.

## Danske mesterskaber
- Sølv 1972 100 meter 11,0

## Personlige rekorder
- 100 meter: 11,06 1975